# Крать Олександр Павлович
Кра́ть Олекса́ндр Па́влович — підполковник Збройних сил України.

## Нагороди
За особисту мужність і героїзм, виявлені у захисті державного суверенітету та територіальної цілісності України, вірність військовій присязі під час російсько-української війни
- орденом Богдана Хмельницького III ступеня (10.6.2015).